# هنري وير لوتون
هنري وير لوتون (بالإنجليزية: Henry Ware Lawton)‏ هو عسكري أمريكي، ولد في 17 مارس 1843 في ماومي في الولايات المتحدة، وتوفي في 19 ديسمبر 1899 في San Mateo, Rizal ‏ في الفلبين.